# Batalha de Wabho
A Batalha de Wabho foi uma batalha travada entre a milícia Ahlu Sunna Waljama'a, leal ao governo da Somália, e os grupos insurgentes islamistas Hizbul Islam e al-Shabaab pelo distrito de Wabho (também conhecido como Wabxo), localizado na Somália Central.

## Prelúdio
Em 15 de maio, quando a Batalha pela Somália Central estava apenas começando com uma ofensiva insurgente, os mujahedeen do al-Shabaab atacaram a cidade de Wabho. Por dois dias lutaram pela cidade contra a milícia Ahlu Sunna Waljama'a. Cinco pessoas foram mortas no conflito, mas a investida falhou e os militantes pró-governo permaneceram no controle da cidade.

## A batalha
Em 5 de junho, os combates recomeçaram quando os mujahedeen atacaram a cidade novamente, desta vez com o Hizbul Islam como sua força principal. O porta-voz do Hizbul Islam, Sheik Muse Abdi Arale, anunciou a conquista e captura da cidade, bem como três caminhões blindados. Cerca de 10 pessoas morreram nesta primeira fase da batalha. Os residentes locais relataram que os dois lados usaram armas pesadas, bem como morteiros. Outras 56 pessoas foram mortas nos combates, no entanto, 
naquele mesmo dia Ahlu Sunnah Wal Jama reivindicou a retomada da cidade. Como ambos os lados reivindicaram a vitória, não se sabia quem estava no controle da cidade e ninguém poderia verificar isso de forma independente. O número de mortos foi estimado em mais de quarenta, com sessenta feridos. 
Em 7 de junho, finalmente houve a confirmação de que os mujahedeen, aliados do Hizbul Islam e do al-Shabaab, haviam vencido a batalha. Muse Arale foi citado como tendo dito: "Os mujahideen venceram a batalha e nós capturamos três caminhões armados e houve muitas baixas de ambos os lados" e o xeque Ali "Dheere" Mohamud, porta-voz do al-Shabaab, disse que "A milícia Ahlu Sunnah Wal Jamee'a perdeu a batalha e uma cidade importante." Os residentes locais também confirmaram e os comandantes da milícia Ahlu Sunnah se recusaram a comentar. Também foi relatado que o al-Shabaab usou combatentes estrangeiros, alguns dos quais estavam entre os Shuhada (mártires). No final, o número de mortos chegou a 123 quando dezenas de combatentes mortos foram encontrados ao longo da estrada, tornando-se uma das batalhas mais mortais da Guerra Civil Somali. 